# Ле-Гранд-Шапель
Ле-Гранд-Шапе́ль (фр. Les Grandes-Chapelles) — коммуна во Франции, находится в регионе Шампань — Арденны. Департамент — Об. Входит в состав кантона Мери-сюр-Сен. Округ коммуны — Ножан-сюр-Сен.
Код INSEE коммуны — 10166.
Коммуна расположена приблизительно в 130 км к востоку от Парижа, в 65 км юго-западнее Шалон-ан-Шампани, в 20 км к северу от Труа.

## Население
Население коммуны на 2008 год составляло 364 человека.
| 1962 | 1968 | 1975 | 1982 | 1990 | 1999 | 2008 |
| ---- | ---- | ---- | ---- | ---- | ---- | ---- |
| 329  | 378  | 354  | 344  | 325  | 326  | 364  |

## Экономика

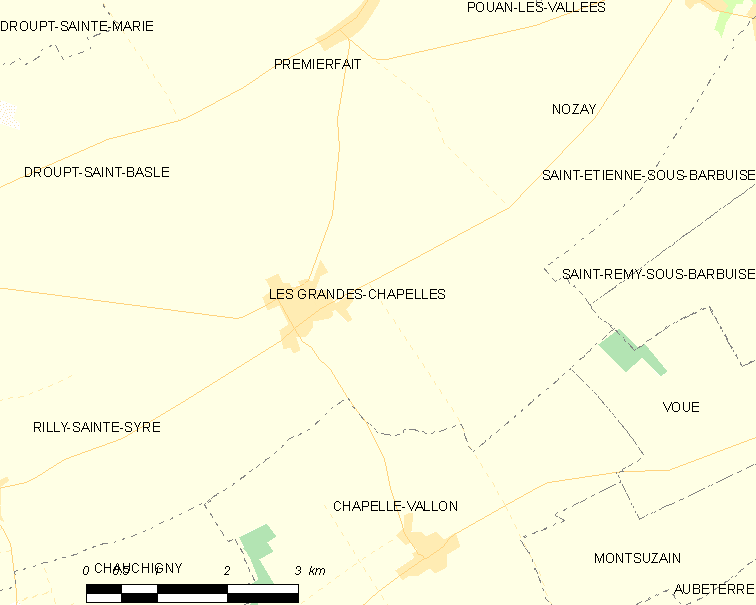
Карта коммуны

В 2007 году среди 214 человек в трудоспособном возрасте (15—64 лет) 165 были экономически активными, 49 — неактивными (показатель активности — 77,1 %, в 1999 году было 74,5 %). Из 165 активных работали 152 человека (81 мужчина и 71 женщина), безработных было 13 (5 мужчин и 8 женщин). Среди 49 неактивных 9 человек были учениками или студентами, 26 — пенсионерами, 14 были неактивными по другим причинам.

## Достопримечательности
- Церковь Сен-Пьер-Сен-Поль (XII век). Памятник истории с 1990 года[3]